# Ciprusi labdarúgókupa
A ciprusi labdarúgókupa vagy ciprusi kupa (hivatalos nevén, görög: Κύπελλο Κύπρου, magyar átírásban: Kupello Kúpru) a legrangosabb nemzeti labdarúgókupa Cipruson, amelyet először 1935-ben rendeztek meg. A legsikeresebb klub az APÓEL, amely eddig 20 alkalommal hódította el a trófeát.
A ciprusi kupa az ország második legrangosabb labdarúgó versenykiírása, a ciprusi bajnokság után. A kupa győztese jogán Ciprus csapatot indíthat az Európa ligában.

## Rendszere
A ciprusi első és a másodosztály csapatai vesznek részt a sorozatban.

## Eddigi győztesek
| Szezon                             | Győztes               | Eredmény     | Ezüstérmes               |
| ---------------------------------- | --------------------- | ------------ | ------------------------ |
| 1935                               | Trast AC              | 0-0, 1-0új   | APÓEL                    |
| 1936                               | Trast AC              | 4-1          | Lefkoşa Türk Spor Kulübü |
| 1937                               | APÓEL                 | 2-1          | Trast AC                 |
| 1938                               | Trast AC              | 2-1          | AÉL                      |
| 1939                               | AÉL                   | 3-1          | APÓEL                    |
| 1940                               | AÉL                   | 3-1          | Pezoporikósz Lárnakasz   |
| 1941                               | APÓEL                 | 2-1          | AÉL                      |
| 1942-1944 között nem rendezték meg |                       |              |                          |
| 1945                               | EPA Lárnakasz         | 3-1          | APÓEL                    |
| 1946                               | EPA Lárnakasz         | 2-1          | APÓEL                    |
| 1947                               | APÓEL                 | 4-1          | Anórthoszi Ammohósztu    |
| 1948                               | AÉL                   | 2-0          | APÓEL                    |
| 1949                               | Anórthoszi Ammohósztu | 3-0          | Anórthoszi Ammohósztu    |
| 1950                               | EPA Lárnakasz         | 2-1          | Anórthoszi Ammohósztu    |
| 1951                               | APÓEL                 | 7-0          | EPA Lárnakasz            |
| 1952                               | Çetinkaya Türk SK     | 4-1          | Pezoporikósz Lárnakasz   |
| 1953                               | EPA Lárnakasz         | 2-1          | Çetinkaya Türk SK        |
| 1954                               | Çetinkaya Türk SK     | 2-1          | Pezoporikósz Lárnakasz   |
| 1954                               | EPA Lárnakasz         | 2-1          | Pezoporikósz Lárnakasz   |
| 1956-1958 között nem rendezték meg |                       |              |                          |
| 1959                               | Anórthoszi Ammohósztu | 1-0          | AÉL                      |
| 1960-1961 között nem rendezték meg |                       |              |                          |
| 1962                               | Anórthoszi Ammohósztu | 5-2          | Olimbiakósz Nicosia      |
| 1963                               | APÓEL                 | 2-2hu, 1-0új | Anórthoszi Ammohósztu    |
| 1964                               | Anórthoszi Ammohósztu | 3-0          | APÓEL                    |
| 1965                               | Omónia Nicosia        | 5-1          | Apóllon Lemeszú          |
| 1966                               | Apóllon Lemeszú       | 4-2          | Néa Szalamína Ammohósztu |
| 1967                               | Apóllon Lemeszú       | 1-0          | Alki Larnaca             |
| 1968                               | APÓEL                 | 2-1          | EPA Larnaca              |
| 1969                               | APÓEL                 | 1-0          | Omónia Nicosia           |
| 1970                               | Pezoporikos Larnaca   | 2-1          | Alkí Lárnakasz           |
| 1971                               | Anórthoszi Ammohósztu | 1-0hu        | Omónia Nicosia           |
| 1972                               | Omónia Nicosia        | 3-1hu        | Pezoporikósz Lárnakasz   |
| 1973                               | APÓEL                 | 1-0          | Pezoporikósz Lárnakasz   |
| 1974                               | Omónia Nicosia        | 2-0          | Énoszi Néon Paralimníu   |
| 1975                               | Anórthoszi Ammohósztu | 3-2          | Énoszi Néon Paralimníu   |
| 1976                               | APÓEL                 | 6-0          | Alkí Lárnakasz           |
| 1977                               | Olimbiakósz Nicosia   | 2-0          | Alkí Lárnakasz           |

| Szezon | Győztes                  | Eredmény     | Ezüstérmes               |
| ------ | ------------------------ | ------------ | ------------------------ |
| 1978   | APÓEL                    | 3-0          | Olimbiakósz Nicosia      |
| 1979   | APÓEL                    | 1-0hu        | AÉL                      |
| 1980   | Omónia Nicosia           | 3-1          | Alkí Lárnakasz           |
| 1981   | Omónia Nicosia           | 1-1hu, 3-0új | Énoszi Néon Paralimníu   |
| 1982   | Omónia Nicosia           | 2-2hu, 4-1új | Apóllon Lemeszú          |
| 1983   | Omónia Nicosia           | 2-1          | Énoszi Néon Paralimníu   |
| 1984   | APÓEL                    | 3-1 hu       | Pezoporikósz Lárnakasz   |
| 1985   | AÉL                      | 1-0          | EPA Lárnakasz            |
| 1986   | Apóllon Lemeszú          | 2-0          | APÓEL                    |
| 1987   | AÉL                      | 1-0          | Apóllon Lemeszú          |
| 1988   | Omónia Nicosia           | 2-1          | AÉL                      |
| 1989   | AÉL                      | 3-2 hu       | Árisz Lemeszú            |
| 1990   | Néa Szalamína Ammohósztu | 3-2          | Omónia Nicosia           |
| 1991   | Omónia Nicosia           | 1-0          | Olimbiakósz Nicosia      |
| 1992   | Apóllon Lemeszú          | 1-0          | Omónia Nicosia           |
| 1993   | APÓEL                    | 4-1          | Apóllon Lemeszú          |
| 1994   | Omónia Nicosia           | 1-0 hu       | Anórthoszi Ammohósztu    |
| 1995   | APÓEL                    | 4-2          | Apóllon Lemeszú          |
| 1996   | APÓEL                    | 2-0 hu       | AÉK Lárnakasz            |
| 1997   | APÓEL                    | 2-0          | Omónia Nicosia           |
| 1998   | Anórthoszi Ammohósztu    | 3-1          | Apóllon Lemeszú          |
| 1999   | APÓEL                    | 2-0          | Anórthoszi Ammohósztu    |
| 2000   | Omónia Nicosia           | 4-2          | APÓEL                    |
| 2001   | Apóllon Lemeszú          | 1-0          | Néa Szalamína Ammohósztu |
| 2002   | Anórthoszi Ammohósztu    | 1-0          | Ethnikósz Áhnasz         |
| 2003   | Anórthoszi Ammohósztu    | 0-0 t (5-3)  | AÉL                      |
| 2004   | AÉK Lárnakasz            | 2-1          | AÉL                      |
| 2005   | Omónia Nicosia           | 2-0          | Digenísz Akrítasz        |
| 2006   | APÓEL                    | 3-2 hu       | AÉK Lárnakasz            |
| 2007   | Anórthoszi Ammohósztu    | 3-2          | Omónia Nicosia           |
| 2008   | APÓEL                    | 2-0          | Anórthoszi Ammohósztu    |
| 2009   | APÓP                     | 2-0          | AÉL                      |
| 2010   | Apóllon Lemeszú          | 2-1          | APÓEL                    |
| 2011   | Omónia Nicosia           | 1-1 t (4-3)  | Apóllon Lemeszú          |
| 2012   | Omónia Nicosia           | 1-0          | AÉL                      |
| 2013   | Apóllon Lemeszú          | 2-1 hu       | AÉL                      |
| 2014   | APÓEL                    | 2-0          | Ermísz Aradíppu          |
| 2015   | APÓEL                    | 4-2          | AÉL                      |
| 2016   | Apóllon Lemeszú          | 2-1          | Omónia Nicosia           |
| 2017   | Apóllon Lemeszú          | 1-0          | APÓEL                    |

| Szezon | Győztes                           | Eredmény                          | Ezüstérmes                        |
| ------ | --------------------------------- | --------------------------------- | --------------------------------- |
| 2018   | AÉK Lárnakasz                     | 2-1                               | Apóllon Lemeszú                   |
| 2019   | AÉL                               | 2-0                               | APÓEL                             |
| 2020   | A Covid19-pandémia miatt elmaradt | A Covid19-pandémia miatt elmaradt | A Covid19-pandémia miatt elmaradt |
| 2021   | Anórthoszi Ammohósztu             | 2-1 hu                            | Olimbiakósz Nicosia               |
| 2022   | Omónia Nicosia                    | 0-0 t (5-4)                       | Ethnikósz Áhnasz                  |
| 2023   | Omónia Nicosia                    | 1-0                               | AÉL                               |
| 2024   | Páfosz FC                         | 3-0                               | Omónia Nicosia                    |

### Dicsőségtábla
| Klub                                       | Győztes | Ezüstérmes | Győztes évek |
| ------------------------------------------ | ------- | ---------- | --- |
| APÓEL                                      | 21      | 12         | 1936–37, 1940–41, 1946–47, 1950–51, 1962–63, 1967–68, 1968–69, 1972–73, 1975–76, 1977–78, 1978–79, 1983–84, 1992–93, 1994–95, 1995–96, 1996–97, 1998–99, 2005–06, 2007–08, 2013–14, 2014–15 |
| Omónia Nicosia                             | 16      | 8          | 1964–65, 1971–72, 1973–74, 1979–80, 1980–81, 1981–82, 1982–83, 1987–88, 1990–91, 1993–94, 1999–2000, 2004–05, 2010–11, 2011–12, 2021–22, 2022–23                                            |
| Anórthoszi Ammohósztu                      | 11      | 6          | 1948–49, 1958–59, 1961–62, 1963–64, 1970–71, 1974–75, 1997–98, 2001–02, 2002–03, 2006–07, 2020–21                                                                                           |
| Apóllon Lemeszú                            | 9       | 8          | 1965–66, 1966–67, 1985–86, 1991–92, 2000–01, 2009–10, 2012–13, 2015–16, 2016–17 |
| AÉL                                        | 7       | 12         | 1938–39, 1939–40, 1947–48, 1984–85, 1986–87, 1988–89, 2018–19 |
| EPA Lárnakasz                              | 5       | 3          | 1944–45, 1945–46, 1949–50, 1952–53, 1954–55 |
| Trast AC                                   | 3       | 1          | 1934–35, 1935–36, 1937–38 |
| AÉK Lárnakasz                              | 2       | 2          | 2003–04, 2017–18 |
| Lefkoşa Türk Spor Kulübü Çetinkaya Türk SK | 2       | 1          | 1951–52, 1953–54 |
| Pezoporikósz Lárnakasz                     | 1       | 7          | 1969–70 |
| Olimbiakósz Nicosia                        | 1       | 4          | 1976–77 |
| Néa Szalamína Ammohósztu                   | 1       | 2          | 1989–90 |
| APÓP                                       | 1       | 0          | 2008–09 |
| Páfosz FC                                  | 1       | 0          | 2023–24 |
| Alkí Lárnakasz                             |         | 5          | |
| Énoszi Néon Paralimníu                     |         | 4          | |
| Ethnikósz Áhnasz                           |         | 2          | |
| Árisz Lemeszú                              |         | 1          | |
| Digenísz Akrítasz                          |         | 1          | |
| Ermísz Aradíppu                            |         | 1          | |

## Lásd még
- Ciprusi labdarúgó-szuperkupa